# Нагора, Герат
Ге́рат На́гора, немецкий вариант — Герхард Нагора (н.-луж. Gerat Nagora; нем. Gerhard Nagora, 1936 год, деревня Мост (Хайнерсбрюк), Нижняя Лужица, Германия — 4 мая 2010 года, Котбус, Германия) — серболужицкий детский писатель и переводчик. Писал на нижнелужицком языке.
Родился в 1936 году в серболужицкой деревне Мост. Окончил педагогическое училище по специальности начального художественного образования. Работал учителем. С 1993 по 2004 года редактировал ежегодный литературный календарь «Serbska prátyja». Написал несколько работ по нижнелужицкой компьютерной терминологии. Переводил различные детские произведения на верхнелужицкий язык.
Был членом Нижнелужицкой языковой комиссии.
Сочинения
- Wumějom dwě recy. Nimsko-dolnoserbska pśirucka za kubłarki we WTAIJ-źiśownjach, Budyšyn, 2002
- Anka, Jonas a 7 bajankow, 2004
- Terminologija za computer, internet, e-mail a handy, Wopytowański material, Chóśebuz, red. Christiana Piniekowa, 2004
- Kak jo žabka Šnapawka spĕšnje skokaś nawuknuła, 2008
- Terminologija za pśedmjata kreslenje a wuměłstwowe kubłanje. Wopytowański material, red. Ch. Piniekowa, M. Hašcyna, S. Joppekowa, E. Filipowa, Chóśebuz, 160 , 2009
- Kak jo ježyk k Štapak skόnccne spaś nawuknuł, 2009